# 杨炼
杨炼（1955年2月22日—），是一位中国诗人，朦胧诗的代表人物之一，“尤利西斯奖”评委。

## 简介
杨炼祖籍山东，出生于瑞士伯尔尼。 6岁时回到北京。 1974年高中毕业后，在北京昌平县插隊勞動，之后开始写诗。 1978年参加北京之春运动，并成为《今天》杂志的主要作者之一。1983年以长诗《诺日朗》出名，并遭到政府批判。 1988年，在北京与芒克、多多等创立“幸存者诗歌俱乐部”。 1988年去澳大利亚进行学术访问。 目前居住在德國柏林。

## 作品
- 《杨炼作品1982-1997》，1998年，上海文艺出版社。
- 《杨炼新作1998-2002》，2003年，上海文艺出版社。

### 诗集
- 《礼魂》，1985年，编入“中国青年诗人丛书”。
- 《荒魂》，1986年，上海文艺出版社。
- 《黄》，1989年，人民文学出版社。
- 《艷詩》，2009年，台北：傾向出版社。

### 散文集
- 《鬼话》，1994年，台北联经出版事业公司。
- 《人景—鬼话》，散文、诗歌选，与妻子友友合著，1994年，中央编译出版社。
- 《月蚀的七个半夜》，2001年，台北“联合文学丛书”。

## 奖项
1988年，中国大陆读者推选为“十大诗人”之一。
2012年，获得了诺尼诺国际文学奖，并发表了名为《在一只埙的世界里》的受奖辞。

## 评价
诺尼诺国际文学奖：“杨炼的诗歌是中国当代思想的制高点之一，通过他的诗歌不断提醒当代人，诗歌是我们唯一的母语。生命与诗歌的流亡，不只是从土地出走，更是将边境推向尽头。游吟诗人超越了时空。”